# Псевдоокружность
Псевдоокружность — конечное топологическое пространство, неотличимое от окружности с точки зрения алгебраической топологии.

## Построение
Псевдоокружность состоит из четырёх точек {\displaystyle \{a,b,c,d\}} и наделена топологией со следующими открытыми множествами:
{\displaystyle \left\{\{a,b,c,d\},\{a,b,c\},\{a,b,d\},\{a,b\},\{a\},\{b\},\varnothing \right\}}.

### Замечания
- Эту топологию можно определить через частичный порядок {\displaystyle a<c,\ b<c,\ a<d,\ b<d}, где открыть наборы замкнутых множеств

## Свойства
- С точки зрения общей топологии, псевдоокружность — патологическое пространство, так как оно не удовлетворяет ни одной из аксиом отделимости, кроме Т0.
- Непрерывное отображение {\displaystyle f} из окружности {\displaystyle \mathbb {S} ^{1}=\{\,(x,y)\in \mathbb {R} ^{2}\mid x^{2}+y^{2}=1\,\}} в псевдоокружность, определяемое как
{\displaystyle f(x,y)={\begin{cases}a\quad x<0\\b\quad x>0\\c\quad (x,y)=(0,1)\\d\quad (x,y)=(0,-1)\end{cases}}},

есть слабая гомотопическая эквивалентность. В частности, {\displaystyle f} индуцирует изоморфизмы всех гомотопических групп, а также изоморфизм на сингулярные гомологиях и когомологиях и вообще изоморфизм для всех теорий гомологий и когомологий.

## Вариации и обобщения
- Павел Сергеевич Александров показал, что для любого конечного симплициального комплекса К существует конечное топологическое пространство ХК, которое имеет тот же слабый гомотопический тип, что и геометрическая реализация |К|[1].